# Kirche Dorfchemnitz

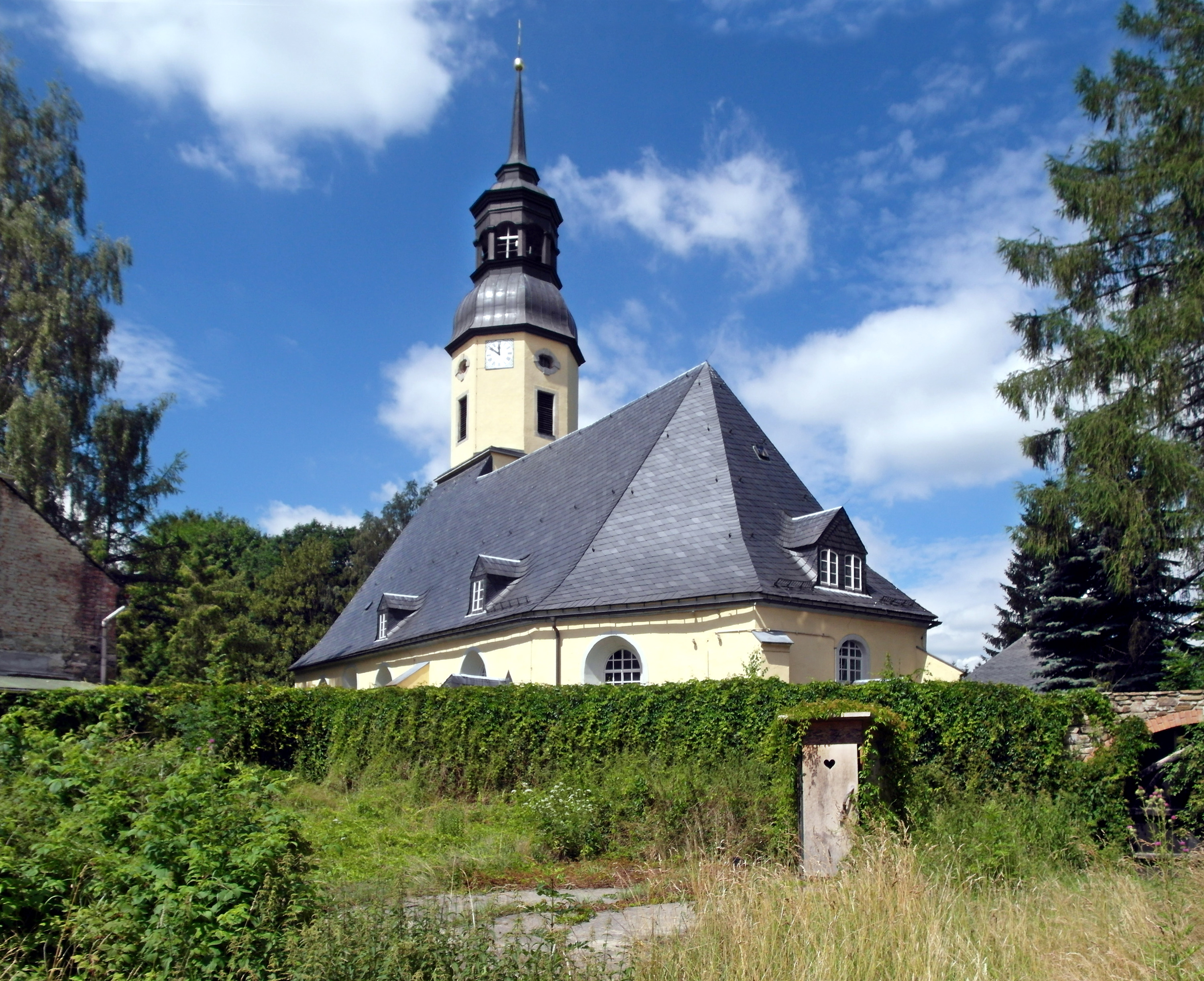
Kirche Dorfchemnitz

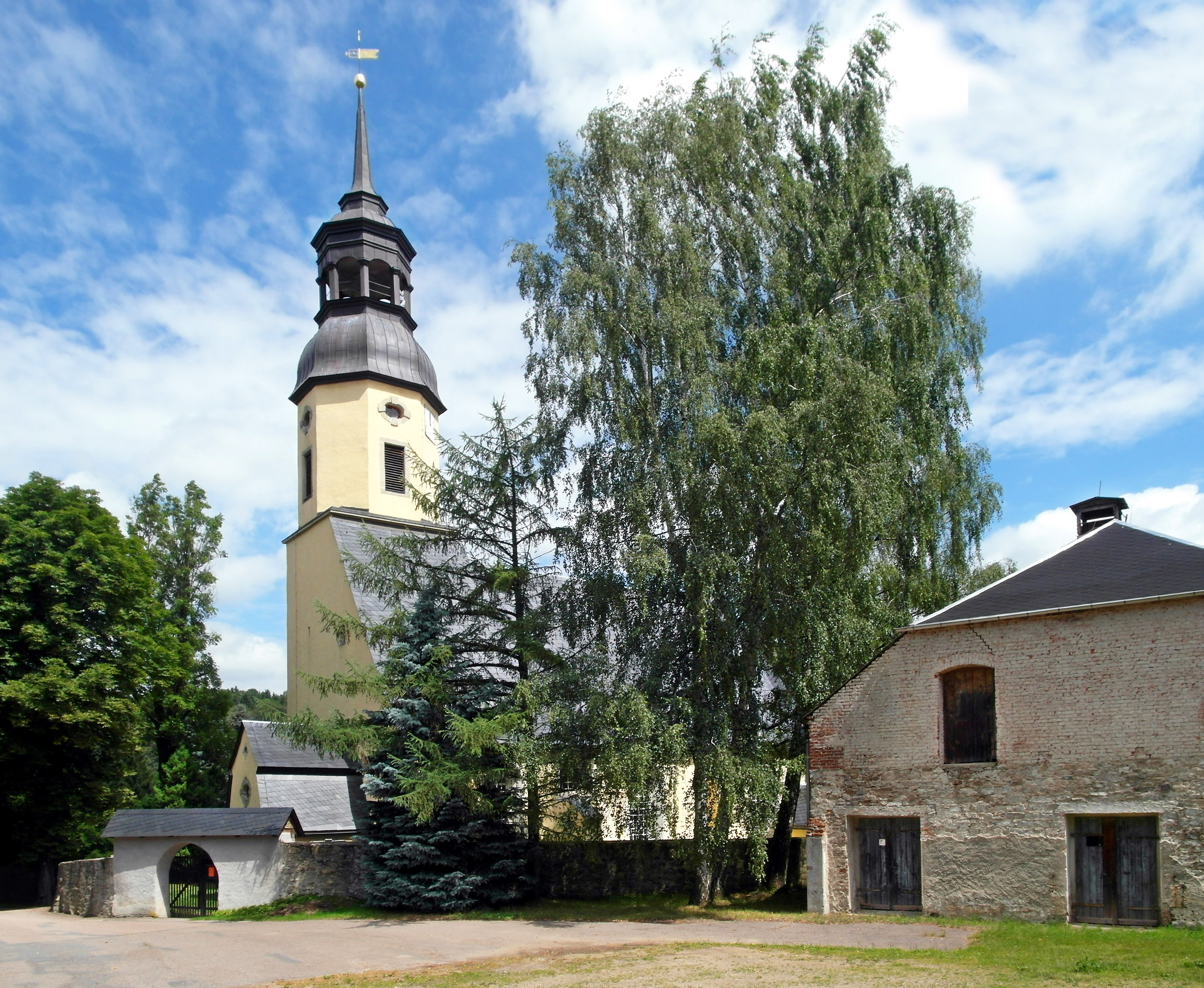
Südwestseite

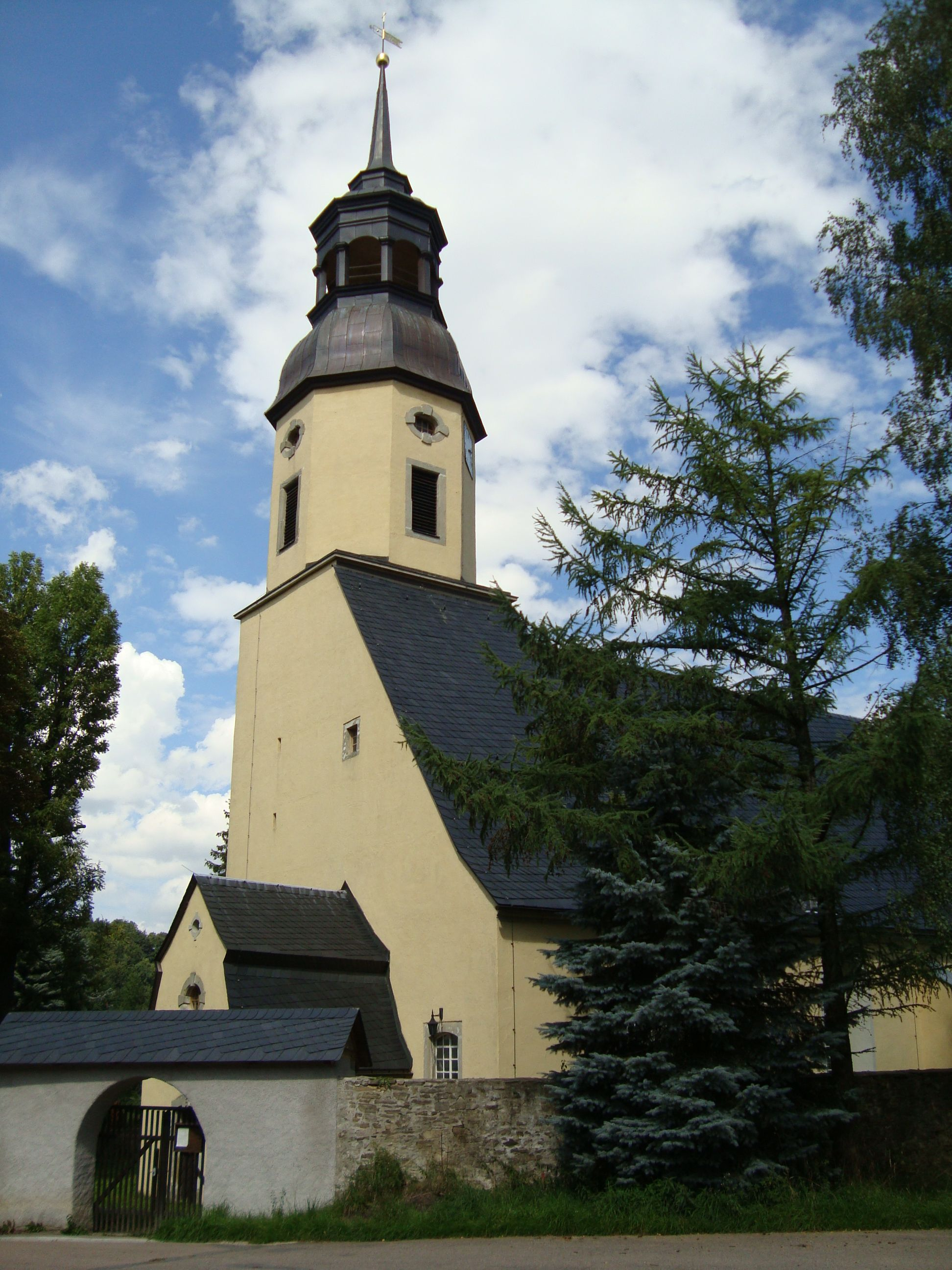
Ansicht von Südwest

Die evangelische Kirche Dorfchemnitz ist eine Saalkirche der Renaissance in Dorfchemnitz bei Sayda im sächsischen Landkreis Mittelsachsen. Sie gehört zur Evangelisch-Lutherischen Kirchgemeinde Dorfchemnitz-Voigtsdorf im Kirchenbezirk Freiberg der Evangelisch-Lutherischen Landeskirche Sachsens und ist für ihre gut erhaltene Orgel aus der Zeit des Klassizismus von Johann Christian Kayser bekannt, die noch stark durch die Tradition Gottfried Silbermanns beeinflusst ist.

## Geschichte und Architektur
Die auf einer Anhöhe liegende Saalkirche aus dem Jahr 1539 wurde in den Jahren 1692/1693 eingreifend umgebaut und 1705 mit einem Turm versehen. Neugestaltungen wurden in den Jahren 1801 bis 1805 sowie 1893 vorgenommen. Restaurierungen erfolgten 1930, in den 1960er Jahren und 1992 bis 1994.
Die Kirche ist ein verputzter Bruchsteinbau mit einem dreiseitigen Chorschluss und Strebepfeilern. Rundbogenfenster erhellen das Innere, das Walmdach ist mit Gauben versehen. Der in das Schiff eingestellte Turm mit barockem Aufsatz steht an der Nordwestseite, die Sakristei ist an der Nordseite des Chores angebaut.
Ein niedriges Spitzbogenportal führt vom Turm zum Saal. Der helle, harmonische Innenraum ist mit einem verputzten Tonnengewölbe abgeschlossen. Zweigeschossige Emporen, im Chorraum Logen umgeben das Innere.

## Ausstattung
Ein schlichter Kanzelaltar vom Anfang des 19. Jahrhunderts bildet das Hauptstück der Ausstattung. Am Korb der Kanzel sind drei gefasste Schnitzfiguren von Christus, Lukas und Markus vermutlich vom Beginn des 18. Jahrhunderts angebracht. Die beiden anderen Evangelisten sind auf zwei Konsolen über der Altarmensa aufgestellt. Über dem Giebel ist ein großes, farbig gefasstes Kruzifix aus dem 16. Jahrhundert angeordnet. Die aus schwarzem Marmor gearbeitete Taufe mit Resten einer bronzefarbigen Fassung stammt aus dem Jahr 1852.

## Orgel
Im Jahr 1673 baute ein unbekannter Orgelbauer eine kleine Orgel, die Ende des 18. Jahrhunderts abgängig war. Die heutige Orgel ist ein Werk von Johann Christian Kayser aus dem Jahr 1803 mit 19 Registern auf zwei Manualen und Pedal.
Das Instrument wurde nach 1804 mehrfach wegen Feuchtigkeitsschäden repariert. Im Jahr 1834 wurde eine gründliche Reparatur durch den Orgelbauer Jehmlich durchgeführt, wobei auch die gleichstufige Temperatur hergestellt wurde. 1888 wurde das Werk durch Jehmlich erneut überholt und dabei das Register Salicional 8′ ergänzt. Nach Abgabe der Prospektpfeifen im Jahr 1917 wurde 1920 durch die Gebrüder Jehmlich ein Zinkprospekt eingebaut. Im Jahr 1935 wurden einzelne Pfeifen der Register Rohrflöte 4′ und Naßat 3′ repariert und einige Pfeifen der Obertonstimmen des Hinterwerks erneuert sowie ein Elektroventilator eingebaut. Ab 1936 übernahm Jehmlich die regelmäßige Betreuung. In den Jahren 1973/1974 wurde die Orgel durch Wilhelm Rühle begutachtet und restauriert. Die Disposition lautet:
| I Hauptwerk CD–d3 |       |  |
| Bordun            | 16′   |  |
| Principal         | 8′    |  |
| Rohrflöte         | 8′    |  |
| Octave            | 4′    |  |
| Spitzflöte        | 4′    |  |
| Quinte            | 3′    |  |
| Octava            | 2′    |  |
| Cornet III        | 2 ⁄3′ |  |
| Mixtur IV         | 1 ⁄3′ |  |

| II Hinterwerk CD–d3 |    |        |
| Gedackt             | 8′ |        |
| Salicional          | 8′ | (1888) |
| Rohrflöte           | 4′ |        |
| Naßat               | 3′ |        |
| Octava              | 2′ |        |
| Sifflöt             | 1′ |        |
| Cymbel II           | 1′ |        |

| Pedal CD–c1 |     |  |
| Subbaß      | 16′ |  |
| Violonbaß   | 8′  |  |
| Posaunenbaß | 16′ |  |

- Koppeln: II/I, I/P
- Spielhilfe: Schwebung

## Geläut
Das Geläut besteht aus drei Bronzeglocken, der Glockenstuhl ist aus Eichenholz wie auch die Glockenjoche.
Im Folgenden eine Datenübersicht des Geläutes:

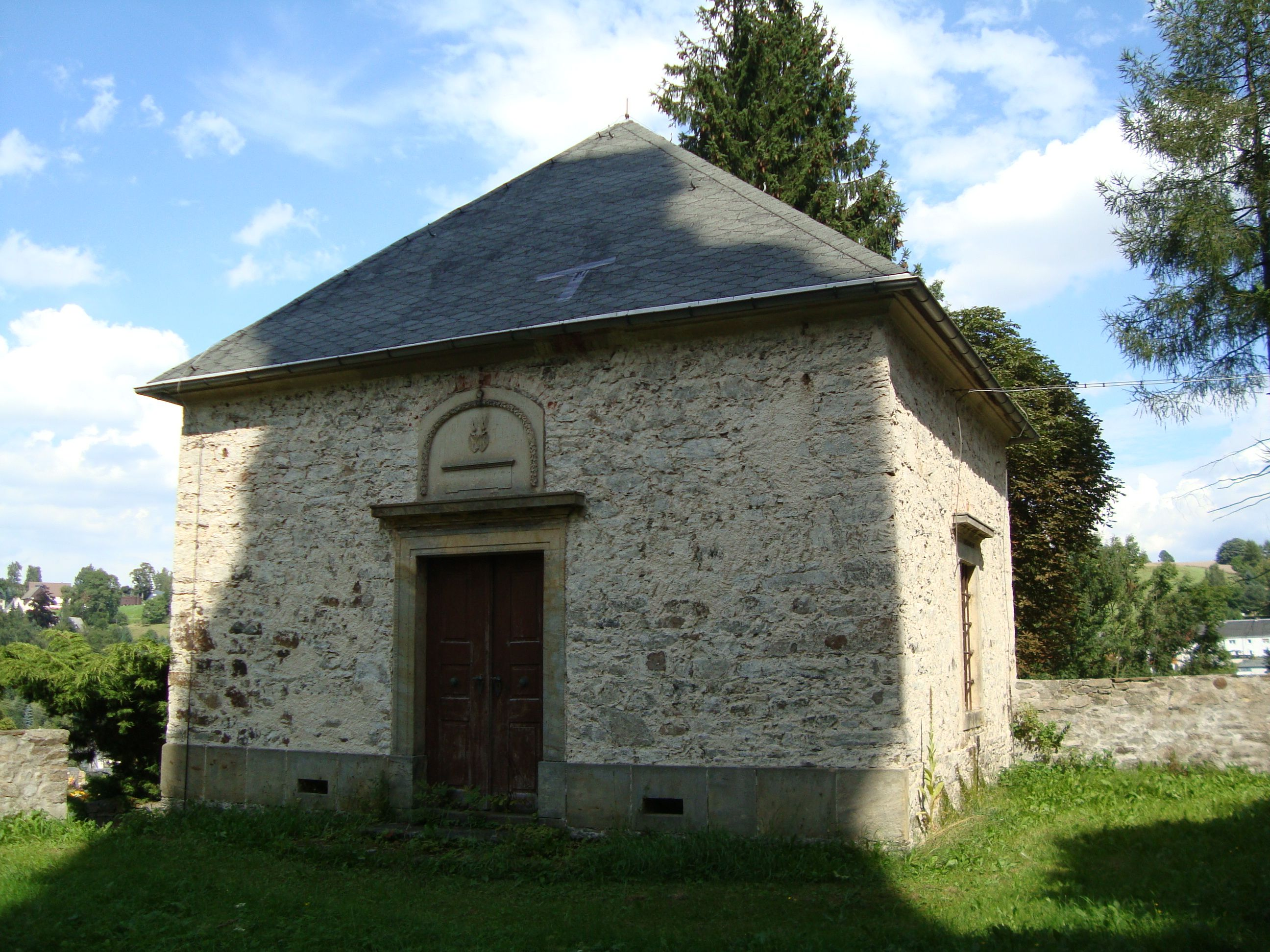
Erbbegräbnis Hartitzsch

| Nr. | Gussdatum | Gießer                       | Durchmesser | Masse   | Material | Schlagton |
| --- | --------- | ---------------------------- | ----------- | ------- | -------- | --------- |
| 1   | 1922      | Glockengießerei S. Schröttel | Bronze      | 1100 mm | 730 kg   | f′        |
| 2   | 1949      | Glockengießerei O. Hilliger  | Bronze      | 930 mm  | 400 kg   | a′        |
| 3   | 1927      | Glockengießerei M.Hilliger   | Bronze      | 590 mm  | 100 kg   | f″        |

## Umgebung
Auf dem Friedhof ist die Gruft der Familie von Hartitzsch zu finden, ein kleines klassizistisches Bauwerk mit Walmdach, das auf das Jahr 1830 datiert ist. Im Innern sind zehn Grabsteine zumeist aus dem 17. und 18. Jahrhundert untergebracht, teils mit ornamentalem Schmuck und Wappen. Hervorzuheben ist das Epitaph des Hans von Hartitzsch († 1578), das Michael Grünberger zugeschrieben wird und eine ganzfigurige Darstellung des Verstorbenen zeigt. Weiter zu nennen ist das Doppelepitaph für Anna von Hartitzsch († 1619) und ihren namentlich unbekannten Ehemann. Eine gusseiserne Grabplatte mit Schriftblöcken und sparsamer ornamentaler Dekoration mit Cherubimköpfen in den Ecken erinnert an den Pastor Königsdorfer († 1666).